# Luka Ludbreška
Luka Ludbreška falu Horvátországban, Varasd megyében. Közigazgatásilag Sveti Đurđhoz tartozik.

## Fekvése
Varasdtól 20 km-re, községközpontjától 1 km-re nyugatra a Dráva jobb partján fekszik.

## Története
A falu 1464-ben "Lonka" alakban szerepel a ludbregi uradalom települései között. Története során végig a szentgyörgyi plébániához tartozott. Az 1680-as egyházi vizitáció szerint 23 ház állt a faluban.
1857-ben 156, 1910-ben 225 lakosa volt. 1920-ig Varasd vármegye Ludbregi járásához tartozott. 2001-ben 69 háza és 276 lakosa volt.

## Külső hivatkozások
- A község hivatalos oldala
- A Szent György plébánia honlapja